# Parornix turcmeniella
Parornix turcmeniella là một loài bướm đêm thuộc họ Gracillariidae. Nó được tìm thấy ở Turkmenistan.
Ấu trùng ăn Amygdalus scoparia. Chúng ăn lá nơi chúng làm tổ.